# Jože Međimurec
Josip "Jože" Međimurec (serbisch-kyrillisch Јоже Међумурец; * 6. August 1945 in Pince-Marof) ist ein ehemaliger slowenischer Mittelstreckenläufer, der sich auf den 800-Meter-Lauf spezialisiert hat und für Jugoslawien an den Start ging. Er war lange Zeit Inhaber des slowenischen Landesrekordes über 800 Meter und feierte seinen größten Erfolg mit dem Gewinn der Bronzemedaille bei den Halleneuropameisterschaften 1970 in Wien.

## Sportliche Laufbahn
Erste internationale Erfahrungen sammelte Jože Međimurec vermutlich im Jahr 1966, als er bei den Europameisterschaften in Budapest mit 1:53,5 min in der Vorrunde über 800 Meter ausschied. Kurz darauf siegte er in 1:51,8 min bei den Balkanspielen in Sarajevo und gewann mit der jugoslawischen 4-mal-400-Meter-Staffel in 3:14,9 min die Silbermedaille hinter dem bulgarischen Team. Im Jahr darauf belegte er bei den Europäischen Hallenspielen in Prag in 7:43,8 min den vierten Platz in der 4-mal-1000-Meter-Staffel und verpasste mit der Sprintstaffel (1500 Meter) mit 3:14,9 min den Finaleinzug. Im September gewann er bei den Balkanspielen in Istanbul in 1:52,6 min die Bronzemedaille über 800 Meter hinter dem Bulgaren Slatko Waltschew und Gheorghe Ene aus Rumänien. 1968 schied er bei den Europäischen Hallenspielen in Madrid mit 1:58,3 min in der Vorrunde über 800 Meter aus und im September gewann er bei den Balkanspielen in Piräus in 1:49,8 min die Bronzemedaille hinter dem Bulgaren Slatko Waltschew und Gheorghe Ungureanu aus Rumänien. Im Jahr darauf belegte er bei den Europäischen Hallenspielen in Belgrad in 1:51,9 min den siebten Platz über 800 Meter und im August gewann er mit der 4-mal-400-Meter-Staffel bei den Balkanspielen in Sofia mit neuem Landesrekord von 3:09,6 min die Silbermedaille hinter dem bulgarischen Team. Kurz darauf schied er bei den Europameisterschaften in Athen mit 1:49,6 min im Halbfinale über 800 Meter aus. 
1970 gewann er bei den Halleneuropameisterschaften in Wien in 1:51,9 min die Bronzemedaille über 800 Meter hinter Jewgeni Arschanow aus der Sowjetunion und dem Spanier Juan Borraz. Im August siegte er bei den Balkanspielen in Bukarest mit neuem Landesrekord von 1:48,1 min über 800 Meter sowie in 3:49,8 min auch im 1500-Meter-Lauf sowie in 3:08,4 min auch in der 4-mal-400-Meter-Staffel. Im Jahr darauf schied er bei den Halleneuropameisterschaften in Sofia mit 3:53,0 min im Vorlauf über 1500 Meter aus und im August belegte er bei den Europameisterschaften in Helsinki in 1:48,44 min den siebten Platz über 800 Meter. Anschließend siegte er in 1:49,1 min über 800 Meter bei den Balkanspielen in Zagreb sowie in 3:42,8 min über 1500 Meter. Daraufhin gewann er bei den Mittelmeerspielen in Split in Izmir in 1:48,1 min die Silbermedaille über 800 Meter hinter dem Tunesier Mansour Guettaya und gewann mit der Staffel in 3:08,1 min die Silbermedaille hinter dem italienischen Team. 1972 schied er bei den Halleneuropameisterschaften in Grenoble mit 2:12,24 min im Vorlauf über 800 Meter aus und im August siegte er in 1:48,1 min bei den Balkanspielen in Izmir. Anschließend schied er bei den Olympischen Sommerspielen in München mit 1:49,0 min im Halbfinale über 800 Meter aus und kam über 1500 Meter mit 3:52,1 min nicht über die Vorrunde hinaus. Im Jahr darauf belegte er bei den Halleneuropameisterschaften in Rotterdam in 1:49,65 min den fünften Platz über 800 Meter und anschließend trat er nicht mehr international in Erscheinung.
In den Jahren 1966 und von 1968 bis 1972 wurde Međimurec jugoslawischer Meister im 800-Meter-Lauf sowie 1971 auch über 1500 Meter.

## Persönliche Bestleistungen
- 800 Meter: 1:46,9 min, 7. September 1971 in Berlin
  - 800 Meter (Halle): 1:49,65 min, 11. März 1973 in Rotterdam
- 1500 Meter: 3:40,6 min, 22. Juni 1974 in Skopje